# Élections législatives de 1967 en Martinique
Les élections législatives françaises de 1967 se déroulent les 5 et 12 mars. Dans le département de la Martinique, trois députés sont à élire dans le cadre de trois circonscriptions.

## Élus
| Circonscription | Député sortant                                     | Parti | Parti | Député élu ou réélu | Parti | Parti |
| --------------- | -------------------------------------------------- | ----- | ----- | ------------------- | ----- | ----- |
| 1re             | Joseph Pernock suppléant de Emmanuel Véry-Hermence |       | FSM   | Camille Petit       |       | UD-Ve |
| 2e              | Aimé Césaire                                       |       | PPM   | Aimé Césaire        |       | PPM   |
| 3e              | Victor Sablé                                       |       | Rad   | Victor Sablé        |       | RI    |

## Résultats

### Résultats à l'échelle du département
| Parti          | Parti                                           | Premier tour | Premier tour | Second tour | Second tour | Sièges |
| Parti          | Parti                                           | Voix         | %            | Voix        | %           | Sièges |
| -------------- | ----------------------------------------------- | ------------ | ------------ | ----------- | ----------- | ------ |
|                | Union des démocrates pour la Ve République      | 23 176       | 27,44        |             |             | 1      |
|                | Républicains indépendants                       | 10 373       | 12,28        | 14 111      | 52,51       | 0      |
|                | Divers droite                                   | 4 480        | 5,30         |             |             | 0      |
|                | Union des républicains de progrès               | 38 029       | 45,02        | 14 111      | 52,51       | 2      |
|                |                                                 |              |              |             |             |        |
|                | Fédération socialiste de la Martinique          | 7 900        | 9,35         |             |             | 0      |
|                | Fédération de la gauche démocrate et socialiste | 7 900        | 9,35         |             |             | 0      |
|                |                                                 |              |              |             |             |        |
|                | Parti progressiste martiniquais                 | 17 120       | 20,27        |             |             | 1      |
|                | Parti communiste martiniquais                   | 13 802       | 16,34        | 12 763      | 47,49       | 0      |
|                | Divers gauche                                   | 7 353        | 8,70         |             |             | 0      |
|                | Divers                                          | 267          | 0,32         | 0           |             |        |
|                |                                                 |              |              |             |             |        |
| Inscrits       | Inscrits                                        | 144 234      | 100,00       | 47 106      | 100,00      | 3      |
| Abstentions    | Abstentions                                     | 55 603       | 38,55        | 19 122      | 40,59       |        |
| Votants        | Votants                                         | 88 631       | 61,45        | 27 984      | 59,41       |        |
| Blancs et nuls | Blancs et nuls                                  | 4 160        | 4,69         | 1 110       | 3,97        |        |
| Exprimés       | Exprimés                                        | 84 471       | 95,31        | 26 874      | 96,03       |        |

### Résultats par circonscription

#### Première circonscription (Nord - La Trinité)
| | Camille Petit élu      | UD-Ve          | 16 455 | 59,16  |  |  |  |
| | Joseph Pernock sortant | FSM            | 5 888  | 21,17  |  |  |  |
| | Sévère Cerland         | PCM            | 4 936  | 17,75  |  |  |  |
| | Joseph Maurice         | Divers droite  | 534    | 1,92   |  |  |  |
| |                        |                |        |        |  |  |  |
| Inscrits | Inscrits               | Inscrits       | 50 976 | 100,00 |  |  |  |
| Abstentions | Abstentions            | Abstentions    | 21 826 | 42,82  |  |  |  |
| Votants | Votants                | Votants        | 29 150 | 57,18  |  |  |  |
| Blancs et nuls | Blancs et nuls         | Blancs et nuls | 1 337  | 4,59   |  |  |  |
| Exprimés | Exprimés               | Exprimés       | 27 813 | 95,41  |  |  |  |
| Source : France, Ministère de l'intérieur. Les Elections législatives . Métropole., la Documentation française, 1967 (lire en ligne) |                        |                |        |        |  |  |  |

#### Deuxième circonscription (Centre - Fort-de-France)
| | Aimé Césaire sortant réélu | PPM            | 17 120 | 54,42  |  |  |  |
| | Léon Valère                | Divers gauche  | 7 353  | 23,37  |  |  |  |
| | Edmond Valcin              | UD-Ve          | 6 721  | 21,36  |  |  |  |
| | Gérard Buval               | Divers         | 267    | 0,85   |  |  |  |
| |                            |                |        |        |  |  |  |
| Inscrits | Inscrits                   | Inscrits       | 46 264 | 100,00 |  |  |  |
| Abstentions | Abstentions                | Abstentions    | 13 299 | 28,75  |  |  |  |
| Votants | Votants                    | Votants        | 32 965 | 71,25  |  |  |  |
| Blancs et nuls | Blancs et nuls             | Blancs et nuls | 1 504  | 4,56   |  |  |  |
| Exprimés | Exprimés                   | Exprimés       | 31 461 | 95,44  |  |  |  |
| Source : France, Ministère de l'intérieur. Les Elections législatives . Métropole., la Documentation française, 1967 (lire en ligne) |                            |                |        |        |  |  |  |

#### Troisième circonscription (Sud - Le Marin)
| Candidat | Candidat                   | Parti                     | Premier tour | Premier tour | Second tour | Second tour |  |
| Candidat | Candidat                   | Parti                     | Voix         | %            | Voix        | %           |  |
| --- | -------------------------- | ------------------------- | ------------ | ------------ | ----------- | ----------- |  |
| | Victor Sablé sortant réélu | RI                        | 10 373       | 41,17        | 14 111      | 52,51       |  |
| | Georges Gratiant           | PCM                       | 8 866        | 35,19        | 12 763      | 47,49       |  |
| | Jean-François Saint-Prix   | Divers droite (Gaulliste) | 3 946        | 15,66        |             |             |  |
| | Jean Maran                 | FSM                       | 2 012        | 7,99         |             |             |  |
| |                            |                           |              |              |             |             |  |
| Inscrits | Inscrits                   | Inscrits                  | 46 994       | 100,00       | 47 106      | 100,00      |  |
| Abstentions | Abstentions                | Abstentions               | 20 478       | 43,58        | 19 122      | 40,59       |  |
| Votants | Votants                    | Votants                   | 26 516       | 56,42        | 27 984      | 59,41       |  |
| Blancs et nuls | Blancs et nuls             | Blancs et nuls            | 1 319        | 4,97         | 1 110       | 3,97        |  |
| Exprimés | Exprimés                   | Exprimés                  | 25 197       | 95,03        | 26 874      | 96,03       |  |
| Source : France, Ministère de l'intérieur. Les Elections législatives . Métropole., la Documentation française, 1967 (lire en ligne) |                            |                           |              |              |             |             |  |